# Sultanat du Gujarat
1394–1573
Entités précédentes :
- Sultanat de Delhi
- Sultanat de Malva

Entités suivantes :
- Empire moghol (Subah du Goudjerate)

Le sultanat du Gujarat est un royaume musulman établi dans le Gujarat, en Inde, aux XVe et XVIe siècles. Il était dirigé par la dynastie Muzaffaride.

## Histoire
Le fondateur de la dynastie, Zafar Khan (plus tard nommé Muzaffar Shah I) a été nommé gouverneur du Gujarat par Fîrûz Shâh Tughlûq, le sultan de Delhi, en 1391. Il se déclare indépendant en 1407 et choisit pour capitale Patan. Le second sultan, son petit-fils, Ahmad Shah I, fonde Ahmedabad en 1411 au bord du fleuve Sabarmati. Durant les années suivantes, le sultanat connaît son âge d'or. En 1509, les Portugais prennent le port de Diu au sultanat à la suite de la bataille de Diu. L'empereur moghol Humâyûn attaque le Gujarat en 1535. Ce territoire est définitivement annexé par les Moghols (sous Akbar) en 1573 et devient une subah, une province de l'empire.